# Antocha
Antocha là một chi ruồi hạc trong họ Limoniidae. Nó được Baron Carl Robert Osten-Sacken miêu tả đầu tiên bởi 1860.

## Các loài
- Phân chi Antocha Osten Sacken, 1860

- A. aciculifera Alexander, 1974
- A. aegina Alexander, 1970
- A. amblystyla Alexander, 1963
- A. angusticellula Alexander, 1969
- A. angustiterga Alexander, 1949
- A. arjuna Alexander, 1969
- A. attenuata Alexander, 1969
- A. basivena Alexander, 1936
- A. biacus Savchenko, 1981
- A. biarmata Alexander, 1940
- A. bidens Alexander, 1932
- A. bidigitata Alexander, 1954
- A. bifida Alexander, 1924
- A. biobtusa Alexander, 1968
- A. brevifurca Alexander, 1974
- A. brevinervis Alexander, 1924
- A. brevistyla Alexander, 1924
- A. capitella Alexander, 1941
- A. confluenta Alexander, 1926
- A. constricta Alexander, 1932
- A. dafla Alexander, 1969
- A. decurvata Alexander, 1941
- A. decussata Alexander, 1973
- A. dentifera Alexander, 1924
- A. dilatata Alexander, 1924
- A. emarginata Alexander, 1938
- A. exilistyla Alexander, 1969
- A. flavidibasis Alexander, 1938
- A. flavidula Alexander, 1936
- A. fortidens Alexander, 1933
- A. fusca Edwards, 1928
- A. gladiata Alexander, 1974
- A. globulosa Alexander, 1973
- A. glycera Alexander, 1969
- A. gracillima Alexander, 1924
- A. hirtipes Savchenko, 1971
- A. hyperlata Alexander, 1968
- A. incurva Alexander, 1968
- A. indica Brunetti, 1912
- A. integra Alexander, 1940
- A. javanensis Alexander, 1915
- A. khasiensis Alexander, 1936
- A. lacteibasis Alexander, 1935
- A. latifurca Alexander, 1969
- A. latistilus Torii, 1992
- A. libanotica Lackschewitz, 1940
- A. lindneri (Nielsen, 1963)
- A. longispina Alexander, 1969
- A. macrocera Alexander, 1970
- A. madrasensis Alexander, 1970
- A. mara Alexander, 1970
- A. microcera Alexander, 1974
- A. minuticornis Alexander, 1931
- A. mitosanensis Torii, 1992
- A. monticola Alexander, 1917
- A. multidentata Alexander, 1932
- A. mysorensis Alexander, 1974
- A. nebulipennis Alexander, 1931
- A. nebulosa Edwards, 1928
- A. neoflavella Alexander & Alexander, 1973
- A. nigribasis Alexander, 1932
- A. obtusa Alexander, 1925
- A. opalizans Osten Sacken, 1860
- A. ophioglossa Alexander, 1954
- A. ophioglossodes Alexander, 1968
- A. pachyphallus Alexander, 1971
- A. pallidella Alexander, 1933
- A. parvicristata Alexander, 1971
- A. peracuta Alexander, 1971
- A. perattenuata Alexander, 1971
- A. perobtusa Alexander, 1971
- A. perstudiosa Alexander, 1958
- A. phoenicia Thomas and Dia, 1982
- A. pictipennis Alexander, 1949
- A. picturata Alexander, 1936
- A. platyphallus Alexander, 1935
- A. platystylis Alexander, 1974
- A. plumbea Alexander, 1936
- A. postnotalis Alexander, 1974
- A. prolixistyla Alexander, 1971
- A. pterographa Alexander, 1953
- A. quadrifurca Alexander, 1971
- A. quadrirhaphis Alexander, 1971
- A. ramulifera Savchenko, 1983
- A. rectispina Alexander, 1954
- A. retracta Edwards, 1933
- A. sagana Alexander, 1932
- A. satsuma Alexander, 1919
- A. saxicola Osten Sacken, 1860
- A. scapularis Alexander, 1968
- A. scelesta Alexander, 1936
- A. scutella Alexander, 1973
- A. scutifera Alexander, 1973
- A. setigera Alexander, 1933
- A. shansiensis Alexander, 1954
- A. sparsipunctata Alexander, 1936
- A. spiralis Alexander, 1932
- A. stenophallus Alexander, 1974
- A. streptocera Alexander, 1949
- A. studiosa Alexander, 1951
- A. styx Alexander, 1930
- A. subconfluenta Alexander, 1930
- A. thienemanni Alexander, 1931
- A. triangularis (Brunetti, 1912)
- A. tuberculata Torii, 1992
- A. turkestanica de Meijere, 1921
- A. unicollis Alexander, 1968
- A. unilineata Brunetti, 1912
- A. vitripennis (Meigen, 1830)
- A. yatungensis Alexander, 1963

- Phân chi Orimargula Mik, 1883

- A. almorae Alexander, 1970
- A. alpigena (Mik, 1883)
- A. australiensis (Alexander, 1922)
- A. brevicornis Alexander, 1960
- A. brevifurca Alexander, 1970
- A. brevisector Alexander, 1970
- A. brevivena (Edwards, 1928)
- A. delibata Riedel, 1914
- A. flavella (Alexander, 1926)
- A. gracilicornis (Edwards, 1925)
- A. gracilipes (Alexander, 1927)
- A. griseipennis (Alexander, 1920)
- A. hintoni Alexander, 1967
- A. indumeni Alexander, 1956
- A. intermedia (Edwards, 1928)
- A. kraussi Alexander, 1955
- A. longicornis (Alexander, 1921)
- A. maculipleura Edwards, 1933
- A. melina Alexander, 1957
- A. mesocera Alexander, 1931
- A. minuscula Alexander, 1963
- A. multispina Alexander, 1956
- A. nigristyla Alexander, 1956
- A. papuensis Alexander, 1953
- A. pauliani Alexander, 1953
- A. pedekiboana Lindner, 1958
- A. philippina (Alexander, 1917)
- A. possessiva Young, 1994
- A. praescutalis Alexander, 1936
- A. prefurcata Alexander, 1950
- A. quadrispinosa Alexander, 1963
- A. salikensis Alexander, 1958
- A. schmidi Alexander, 1958
- A. setosa Alexander, 1960
- A. simplex Alexander, 1970
- A. sparsissima Alexander, 1974
- A. tana Alexander, 1972
- A. tanycera Alexander, 1963
- A. tasmanica (Alexander, 1928)
- A. transvaalia (Alexander, 1921)
- A. venosa Alexander, 1964

- Phân chi Proantocha Alexander, 1919

- A. spinifer Alexander, 1919
- A. uyei (Alexander, 1928)

## Hình ảnh

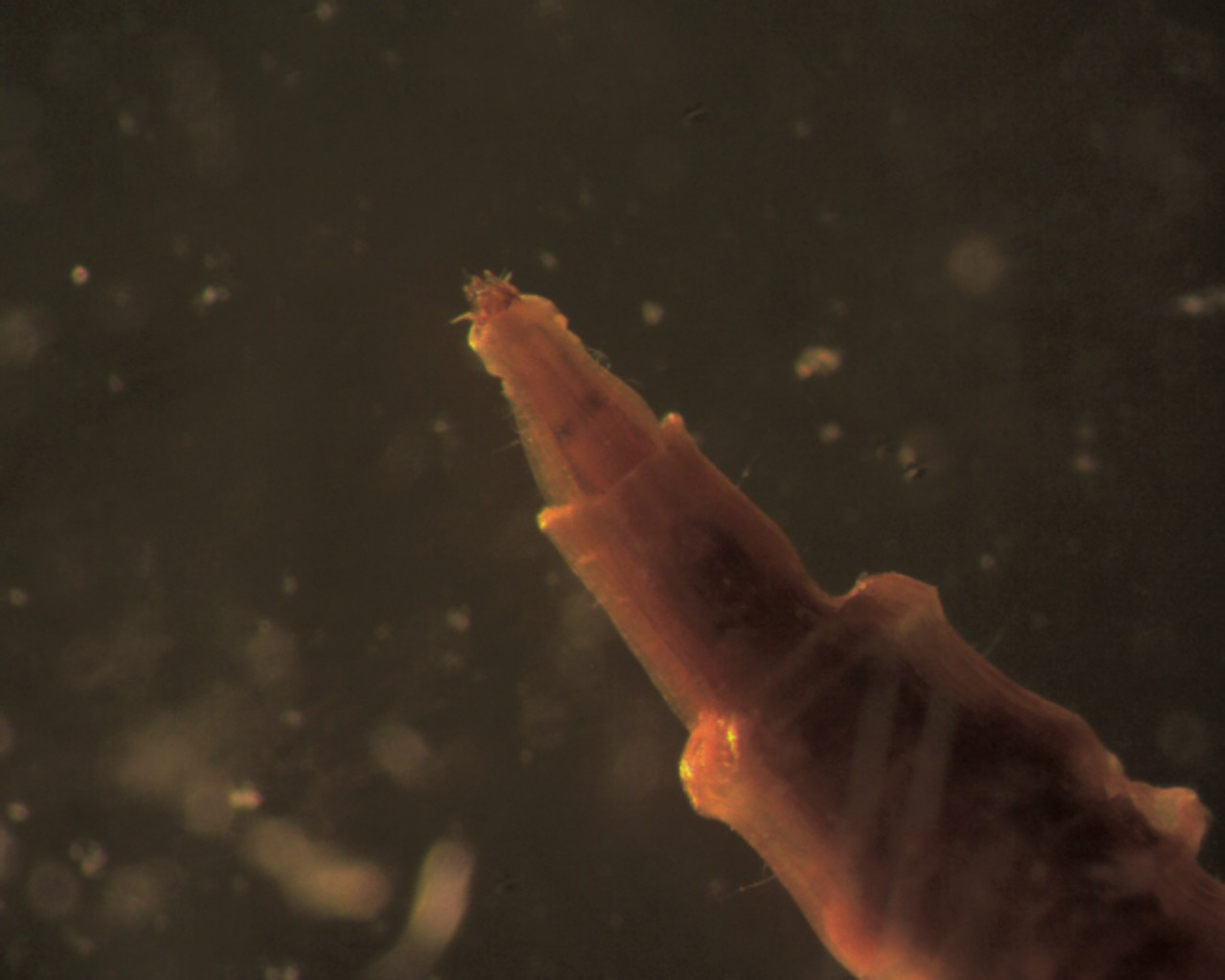